# دون باركر (سياسي)
دون باركر (بالإنجليزية: Don Barker)‏ هو سياسي بريطاني وأسترالي (وحمل سابقاً جنسية المملكة المتحدة لبريطانيا العظمى وأيرلندا)، ولد في 14 أغسطس 1904 في يورك في المملكة المتحدة، وتوفي في 18 يوليو 1956 في أستراليا. حزبياً، نشط في حزب العمال الأسترالي. وقد انتخب Member of the Western Australian Legislative Council ‏ عن دائرة North Province (Western Australia) ‏ (22 مايو 1952 – 18 يوليو 1956).